# Acrocyrtidus simianshanensis
Acrocyrtidus simianshanensis es una especie de escarabajo longicornio del género Acrocyrtidus, tribu Compsocerini, subfamilia Cerambycinae. Fue descrita científicamente por Chiang & Chen en 1994.
Se distribuye por China. Mide aproximadamente 17 milímetros de longitud. El período de vuelo de esta especie ocurre en el mes de julio.